# Referendum w Katalonii w 2017 roku

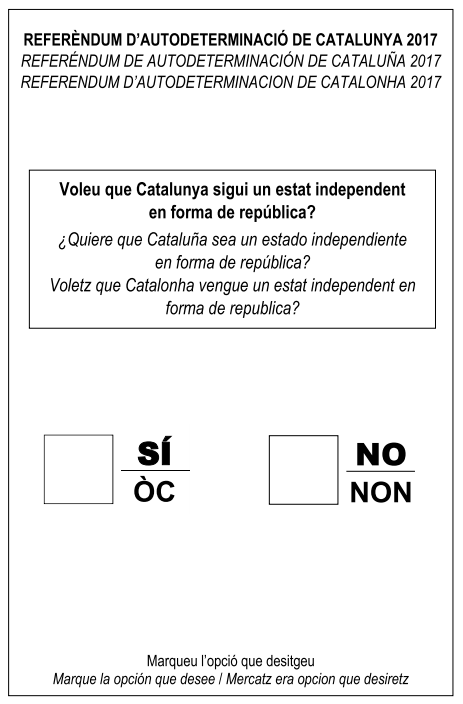
Karta do głosowania w referendum

Referendum w Katalonii w 2017 roku (także w formie „1-O”) – przeprowadzone 1 października 2017 roku, nieuznawane przez rząd Hiszpanii referendum, dotyczące niepodległości Katalonii. Głosowanie zostało zarządzone przez kataloński rząd 9 czerwca 2017, zaś niezbędną akceptację Parlamentu Katalonii w kontrowersyjnych okolicznościach uzyskało 6 września 2017. Zainicjowało ono tzw. hiszpański kryzys konstytucyjny.
Głosowanie było sprzeczne zarówno z obowiązującym Statutem Katalonii (2006), jak i konstytucją Hiszpanii (1978).
Trwający przez kilka kolejnych tygodni proces miał swoją kulminację 27 października, kiedy lokalny parlament proklamował Republikę Katalonii, zaś hiszpańskie władze centralne zarządziły odwołanie miejscowego rządu i rozwiązanie parlamentu.

## Działania władz Hiszpanii przed referendum
Hiszpańska policja i Gwardia Cywilna zamknęły 140 stron internetowych poświęconych referendum oraz zarekwirowały 13 milionów kart wyborczych. 30 września Gwardia Cywilna dokonała rewizji w Centrum Telekomunikacji i Technologii Informatycznej podległemu władzom katalońskim, a mającym odpowiadać za informatyczne zabezpieczenie referendum. Ponadto policja dostała nakaz konfiskaty urn wyborczych.

## Działania rządu Katalonii
W dniu 24 stycznia 2017 r. Rząd Katalonii zorganizował prywatnie zorganizowaną konferencję w jednej z sal Parlamentu Europejskiego w jego siedzibie w Brukseli. Wydarzenie, zatytułowane „Katalońskie referendum”, promował Carles Puigdemont, przewodniczący, Oriol Junqueras, wiceprzewodniczący i Raül Romeva. Uczestniczyło w niej 500 osób, wśród których byli eurodeputowani, dyplomaci i dziennikarze z międzynarodowych mediów.

### Kroki prawodawcze
W październiku 2016 roku Parlament Katalonii przyjął uchwałę, w której zobowiązał się do przeprowadzenia referendum niepodległościowego w drugiej połowie września kolejnego roku. Uchwałę poparły proniepodległościowe ugrupowania Junts Pel Sí (JxSí), Kandydatura Jedności Ludowej (CUP) i Catalunya Sí que es Pot (CSQP) przy biernym sprzeciwie Obywateli (Cs), Partii Katalońskich Socjalistów (PSC) i Partii Ludowej Katalonii (PPC). Przewodniczący miejscowego rządu Carles Puigdemont zapowiedział, że raz rozpoczęty proces zakończy się „referendum lub referendum”. Przyjęty dokument przewidywał wiążący charakter przyszłego głosowania, nawet przy sprzeciwie hiszpańskich instytucji centralnych. Akt ten został uchylony przez Trybunał Konstytucyjny w połowie grudnia. W marcu 2017 roku Prokuratura Generalna Katalonii wszczęła śledztwo mające wyjaśnić, czy władze regionu faktycznie zamierzają przeprowadzić referendum. Postępowanie wiązało się z potencjalnym wydatkowaniem środków publicznych na organizację i rozpropagowanie głosowania, które to koszty domyślnie leżą po stronie rządu centralnego.

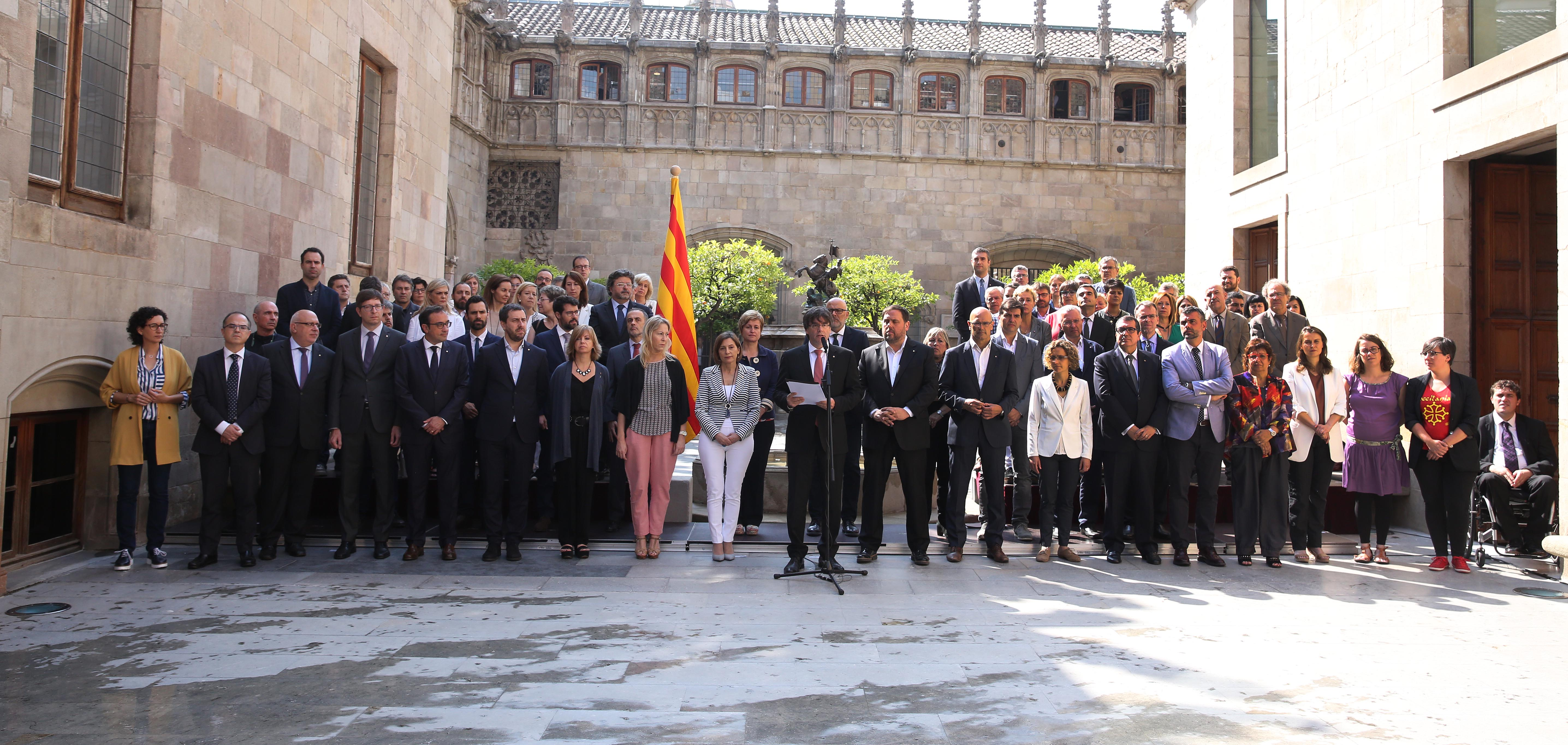
Carles Puigdemont w otoczeniu swoich parlamentarzystów podczas ogłoszenia podpisania dekretu ws. referendum

Mimo tego 9 czerwca regionalny rząd wydał dekret zarządzający na niedzielę 1 października referendum, w którym głosujący mieliby odpowiedzieć na pytanie, czy chcieliby, żeby Katalonia została samodzielnym państwem o ustroju republikańskim. Projekt ten trafił pod obrady miejscowego parlamentu 9 września i po jedenastogodzinnej debacie został przyjęty większością 72 głosów. Jednocześnie na znak protestu wobec trybu procedowania salę głosowań opuściło 52 opozycyjnych parlamentarzystów. Wobec publikacji prawa sprzecznego z rozstrzygnięciami Trybunału Konstytucyjnego oponowali także sekretarz generalny Parlamentu Xavier Muro i naczelny prawnik Antoni Bayona.

#### Ustawa o referendum
Uchwalona wówczas Ustawa o referendum w sprawie samostanowienia Katalonii oficjalnie wyznaczyła datę głosowania na 1 października 2017 r. Przewidywała też, że wynik referendum będzie wiążący – w przypadku zwycięstwa obozu separatystów w ciągu dwóch dni od oficjalnego ogłoszenia wyników Parlament Katalonii miał zebrać się na zwyczajnej sesji, na której przyjęta miała być formalna deklaracja niepodległości. W przeciwnym wypadku niezwłocznie miały zostać rozpisane przedterminowe wybory. Bierne prawo wyborcze ustawa przewidywała dla wszystkich uprawnionych do głosowania w wyborach do Parlamentu Katalonii z wyjątkiem osób pozbawionych prawa głosu. Ustawa przewidywała także prawo głosu dla osób przebywających za granicą Hiszpanii, a mających ostatnie miejsce zamieszkania w Katalonii, o ile wyrażą formalnie takie żądanie, a ich prawo wyborcze nie jest ograniczone w inny sposób. Nadzór nad przebiegiem referendum sprawować miała Komisja Wyborcza Katalonii składająca się z pięciu nieusuwalnych członków. Określając wygląd karty do głosowania, przyjęto, że pytanie będzie brzmiało „Czy chcesz, aby Katalonia została niepodległym państwem w formie republiki?” i zostanie zapisane w trzech językach: katalońskim, hiszpańskim i oksytańskim.
| Kataloński | Voleu que Catalunya sigui un estat independent en forma de república?   |
| Hiszpański | ¿Quiere que Cataluña sea un estado independiente en forma de república? |
| Oksytański | Voletz que Catalonha vengue un estat independent en forma de republica? |

Ustawa została uznana przez hiszpański Trybunał Konstytucyjny za sprzeczną z prawem i wobec tego jej obowiązywanie zostało zawieszone. Akt katalońskiego parlamentu został uchwalony mimo zapisów hiszpańskiej konstytucji o „nierozerwalnej jedności” kraju, a także wbrew uregulowaniom Statutu Katalonii, który do zmiany statusu regionu wymagał parlamentarnej większości dwóch trzecich głosów (90 posłów). 17 października po dogłębnym rozpoznaniu sprawy Trybunał uznał, że kataloński parlament uchwalając przepisy, działał „całkowicie poza prawem”, wkraczając w kompetencje władzy państwowej (w hiszpańskiej konstytucji instytucja referendum zarezerwowana była dla plebiscytu ogólnokrajowego). W wyroku uznano naruszenie zasad nadrzędności przepisów konstytucji, suwerenności narodowej, nierozerwalności narodu hiszpańskiego.

### Organizacja
Rząd Katalonii prócz okoliczności związanych z kosztami ponoszonymi na rzecz przeprowadzenia referendum musiał także przezwyciężyć inne wyzwania natury organizacyjnej. Nielegalny charakter głosowania, jaki wynikał z zakazu wydanego przez Trybunał Konstytucyjny, powodował, że katalońska administracja nie uzyskała dostępu do spisu powszechnego i spisu wyborców z terytorium regionu, gdyż spisy te tworzone są przez organy administracji publicznej podlegające centralnemu Ministerstwu Gospodarki. Ponadto przekazanie regionalnym organom wyborczym właściwych spisów ludności wymaga akceptacji Kongresu Deputowanych, rządu i króla. Tworzenie alternatywnego spisu wyborczego na potrzeby danego głosowania może być postrzegane jako argument na rzecz nieuczciwości referendum. Ponadto poza granicami Katalonii zamieszkiwało w czasie referendum – według różnych szacunków – od 195 tys. do 285 tys. osób uprawnionych do głosowania. Mimo kampanii władz regionu spośród nich do końca czerwca 2017 roku do list wyborczych dopisało się jedynie około 5000 osób.

### Kampania
Kampania miała trwać 15 dni, począwszy od 00:00 w dniach 15 września 2017 r. do 24:00 w dniu 29 września 2017 r. Finałem kampanii był wielotysięczny wiec w Barcelonie, gdzie m.in. legendarny bard Lluís Llach odśpiewał pieśń „L'Estaca” („Pal”), a poprzedzono to emisją na ekranie początku tej pieśni z jego koncertu w 1976 r. po śmierci dyktatora, dla podkreślenia etapów ich drogi do wolności.

### Obserwatorzy międzynarodowi
Ustawa o referendum w artykule 15 zawierała zaproszenie dla organizacji międzynarodowych do kierowania swoich obserwatorów do Katalonii na czas głosowania. Regionalna komisja wyborcza miała udzielać akredytacji oraz gwarantować swobodę działania m.in. w trakcie otwierania lokali wyborczych, głosowania, liczenia głosów i ogłaszania wyników.
Z uwagi na brak zainteresowania największych organizacji organizowanym referendum, kataloński rząd zdecydował się na powołanie Diplocat, publiczno-prywatnego konsorcjum mającego pełnić funkcję „zewnętrznego obserwatora”. Diplocat złożyło wniosek do Organizacji Narodów Zjednoczonych wniosek o nadanie statusu obserwatora, jednak ONZ – jak podał hiszpański dziennik El País: dla uniknięcia ewentualnych manipulacji – odmówiła choćby rejestracji zgłoszenia. Podobne stanowisko zajął przewodniczący Komisji Weneckiej Rady Europy, który oświadczył jeszcze przed październikowym głosowaniem, że planowane referendum nie spełnia wymogów uznawanych przez ten organ.
Pierwszy zespół akredytowanych obserwatorów przybył do Katalonii 8 września. Sześcioosobowa grupa docelowo składać miała się z 20 członków z Francji, Polski, USA i Wielkiej Brytanii pod kierunkiem Holendra Daana Evertsa. Jej macierzystą organizacją był think tank Haskie Centrum Studiów Strategicznych, który nigdy wcześniej nie uczestniczył w misji obserwacji wyborów. Oddzielną misją kierowała Helena Catt zasiadająca wcześniej m.in. w nowozelandzkiej komisji wyborczej. W jej składzie znaleźli się obserwatorzy z Irlandii, Francji, Nowej Zelandii i Wielkiej Brytanii. Była również delegacja 33 parlamentarzystów i polityków, zwana Międzynarodową Delegacją Parlamentarną w sprawie referendum katalońskiego w sprawie samostanowienia 1 października 2017 r., z partii politycznych ze Słowacji, Belgii, Danii, Estonii, Finlandii, Francji, Niemiec, Grecji, Islandii, Irlandii, Izraela, Łotwy, Macedonii, Monako, Hiszpanii, Szwecji i Wielkiej Brytanii.

## Akcja policji i oskarżenia o brutalność
Wysoki Trybunał Sprawiedliwości Katalonii nakazał lokalnej formacji policyjnej, Mossos d’Esquadra zapobieżenie otwarciu lokali wyborczych. Dodatkowo do regionu sprowadzono 5000 funkcjonariuszy Policía Nacional i Guardia Civil, którzy mieli stanowić zabezpieczenie dla miejscowych oddziałów. Pierwotny plan przewidywał wkroczenie jednostek do szkół w nocy z 30 września na 1 października, jednak w sobotę wieczorem rozkazy zostały zmienione. Zgodnie z nowymi wytycznymi Ministerstwa Spraw Wewnętrznych siły policji i Gwardii Cywilnej miały wejść do punktów głosowania między godziną 8 a 9 rano, a więc jeszcze przed ich oficjalnym otwarciem. Następnie pilnowanie porządku planowano pozostawić katalońskim Mossos. Pierwotne założenia przewidywały przejęcie kart do głosowania najpóźniej do godziny 20, kiedy zamykano lokale wyborcze, by nie dopuścić do przeliczenia głosów.
Jednostki policyjne w trakcie wykonywania rozkazów napotkały na opór wolontariuszy blokujących lokale do głosowania oraz wyborców, wskutek czego doszło do przepychanek funkcjonariuszy w pełnym stroju ochronnym z obywatelami. Starcia z policją obserwowano w niektórych lokalach w Barcelonie, Barcelonecie czy Nou Barris. Do jednego z incydentów doszło w miejscowości Sant Julià de Ramis w pobliżu Girony, gdzie spodziewano się, że głos odda Carles Puigdemont. W zajściach udział wzięło przeszło 100 cywilów. Dodatkowe środki bezpieczeństwa przedsięwzięto także w pobliżu punktów wyborczych właściwych dla byłego premiera Katalonii Artura Masa czy przewodniczącej parlamentu Carme Forcadell. Aktywiści na rzecz referendum organizowali się w celu ochrony głosowania i kart wyborczych, jednak w niektórych przypadkach siły policyjne przy użyciu środków przymusu oraz specjalistycznych narzędzi wkraczały do lokali wyborczych i konfiskowały urny z głosami. Użyto pałek policyjnych, oddano także strzały gumowymi kulami. Odnotowano przypadek zabezpieczania miejsca głosowania przez strażaków. Doszło także do blokowania przez mieszkańców posterunków policji. Wobec narastających głosów krytyki wobec przemocy oddziałów policyjnych, po południu wydano rozkazy wycofania się z ulic.
Według informacji podanej przez Ministerstwo Spraw Wewnętrznych funkcjonariusze zamknęli 92 z 2315 lokali wyborczych: policja – 46 placówek, Gwardia Cywilna – także 46. W wyniku zajść aresztowano trzy osoby pod zarzutem ataku na funkcjonariusza na służbie.
Zgodnie z komunikatem katalońskiego Departamentu Zdrowia do miejscowych ośrodków medycznych zgłosiły się 893 osoby. W znacznej większości odniosły one drobne urazy, jednak w przypadku czterech osób konieczna była dalsza opieka lekarska. Dwie spośród nich były w poważnym stanie: jedna osoba została trafiona gumową kulą w oko, zaś druga doznała zawału serca w lokalu wyborczym. Według przedstawicieli Ministerstwa Spraw Wewnętrznych w starciach ucierpiało 431 funkcjonariuszy, głównie na skutek kopnięć, ugryzień i zadrapań, jednak żaden nie wymagał hospitalizacji.
Część głosów w sprawie brutalnego charakteru akcji policji i Gwardii Cywilnej okazała się nieprawdziwa, niektóre wiadomości miały charakter fake newsów. Radna Republikańskiej Lewicy Katalonii (ERC) na antenie TV3 oskarżyła funkcjonariuszy, że ci podczas akcji w lokalu wyborczym zrzucili ją ze schodów, a następnie umyślnie połamali palce u dłoni „jeden po drugim”. Zajście zostało zarejestrowane przez kamerę operacyjną policji. Na nagraniu nie widać dowodów na potwierdzenie tez kobiety. Sama poszkodowana przyznała później, że jej obrażenia były znacznie łagodniejsze (zapalenie torebki stawowej palca). Hiszpańskie Ministerstwo Spraw Wewnętrznych poleciło Prokuratorowi Generalnemu sprawdzenie możliwości uznania jako przestępstwa pomówienia twierdzeń alkad Barcelony Ady Colau na temat domniemanego molestowania seksualnego protestujących przez funkcjonariuszy.
Niektóre fotografie i nagrania udostępniane w mediach oraz mediach społecznościowych w dniu referendum i tuż po nim w rzeczywistości dotyczyły innych zajść lub nie miały związku z akcją policji. Mężczyzna hospitalizowany w związku z zawałem serca wbrew podawanym informacjom nie brał udziału w protestach. Popularne zdjęcia rannego w głowę 13-latka pochodziły z zabezpieczanego przez Mossos d’Esquadra strajku generalnego z 2012 roku). Inne materiały przedstawiały m.in. zorganizowane w 2013 roku w Tarragonie protesty przeciw polityce oszczędności, marsz górników czy pacyfikację demonstracji przez turecką policję.
Dwa dni po referendum przeprowadzono strajk generalny, w którym Katalończycy protestowali m.in. przeciw brutalności policji w trakcie zajść.

### Galeria

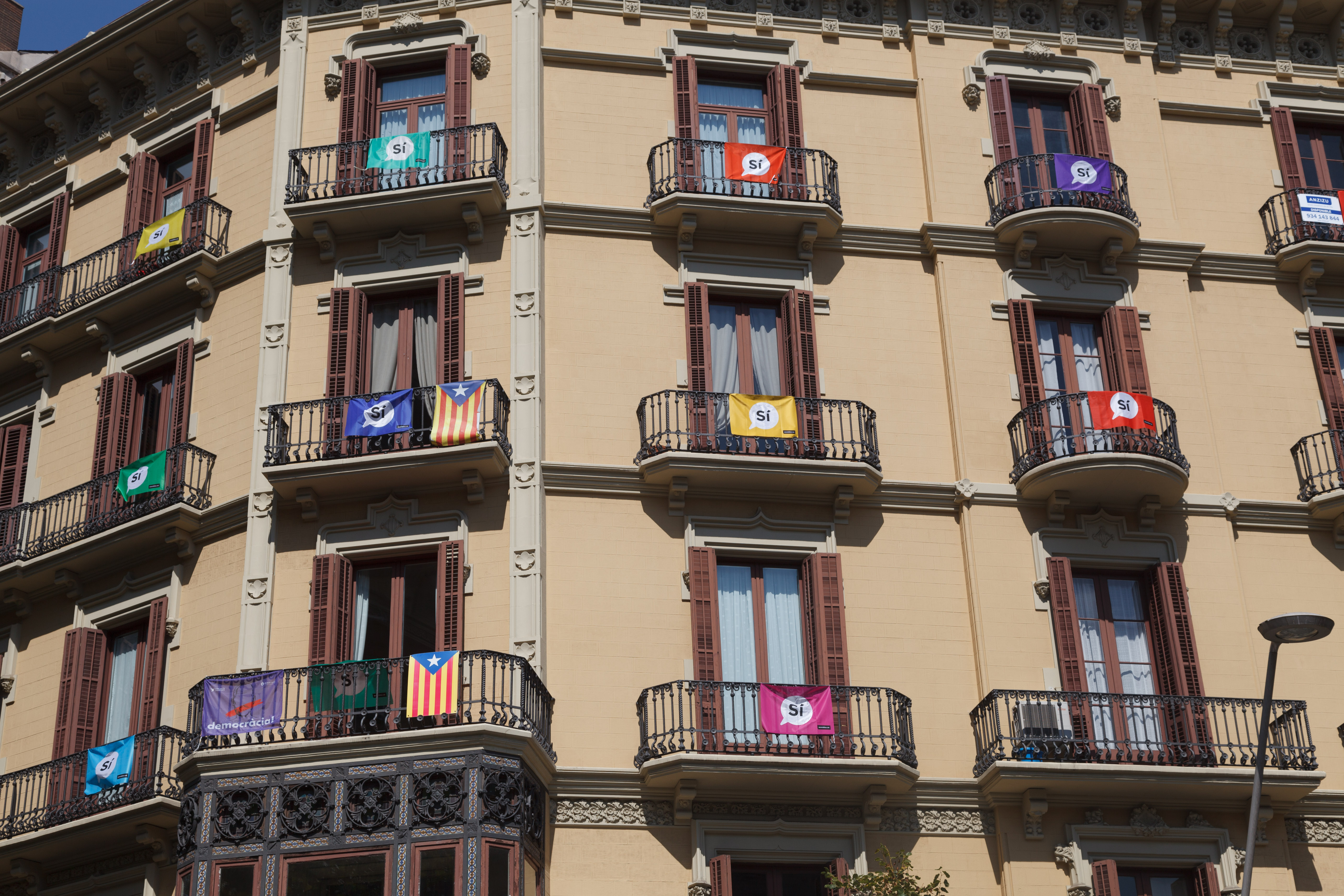
Proniepodległościowe flagi katalońskie
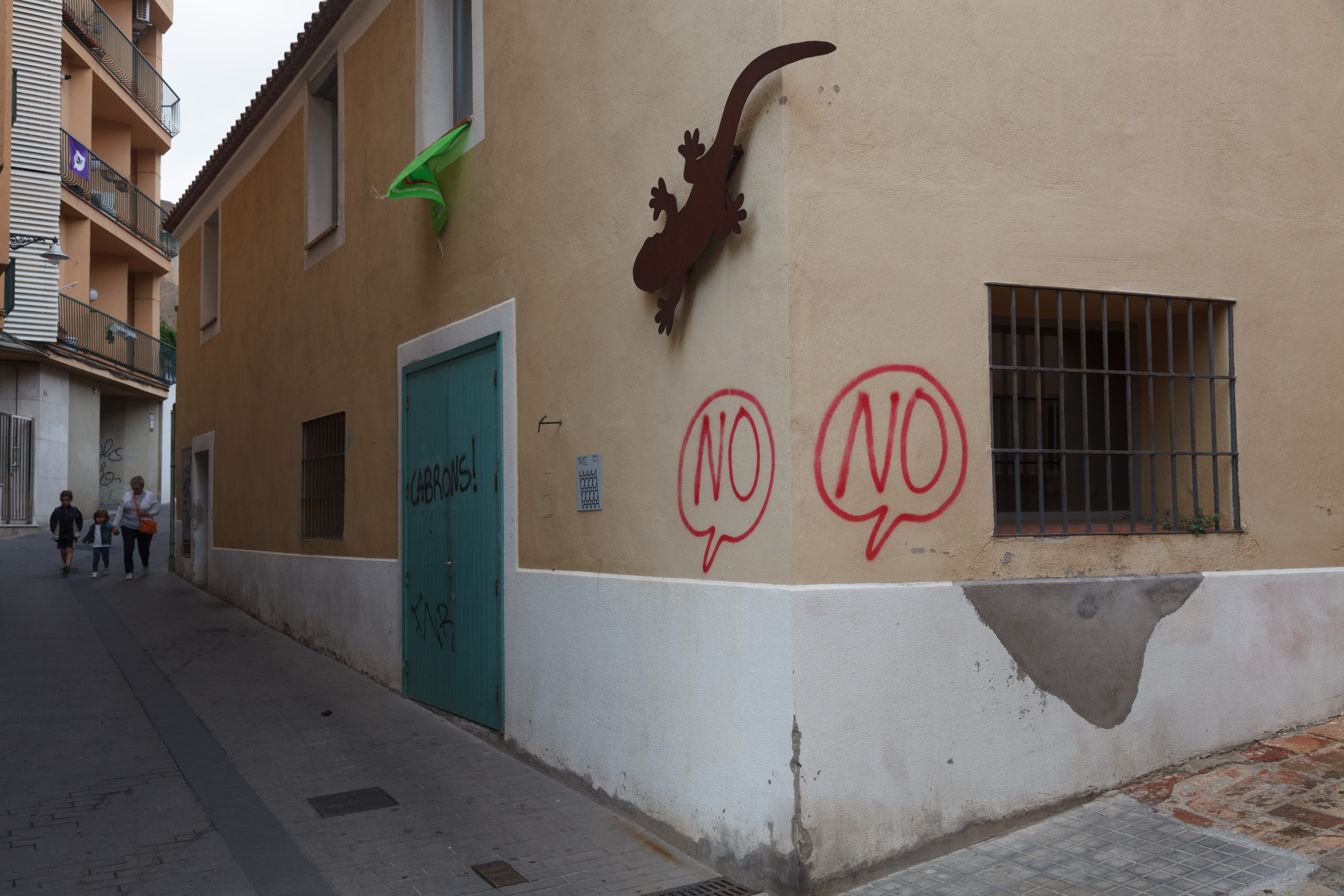
Antyniepodległościowe graffiti w Badalonie
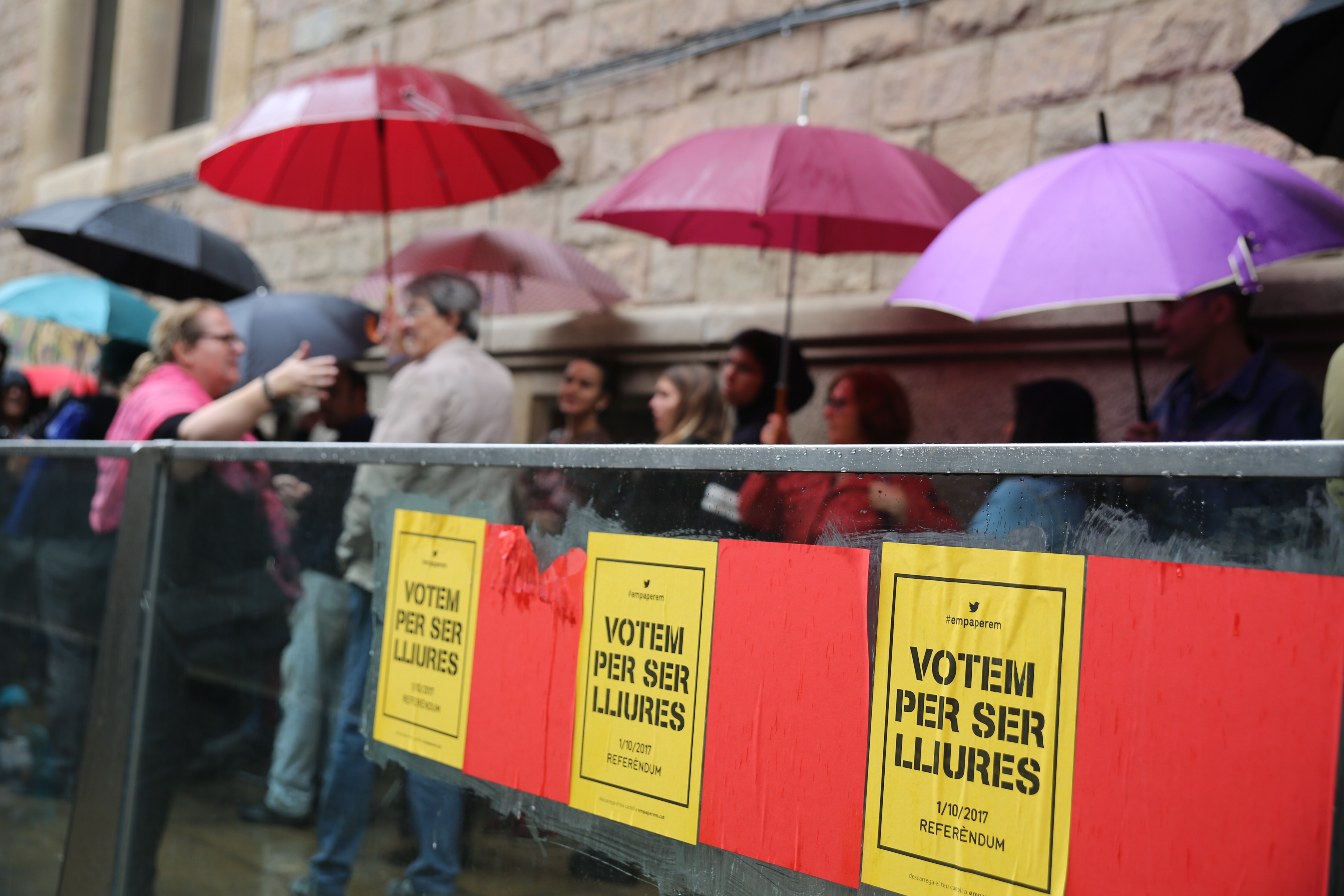
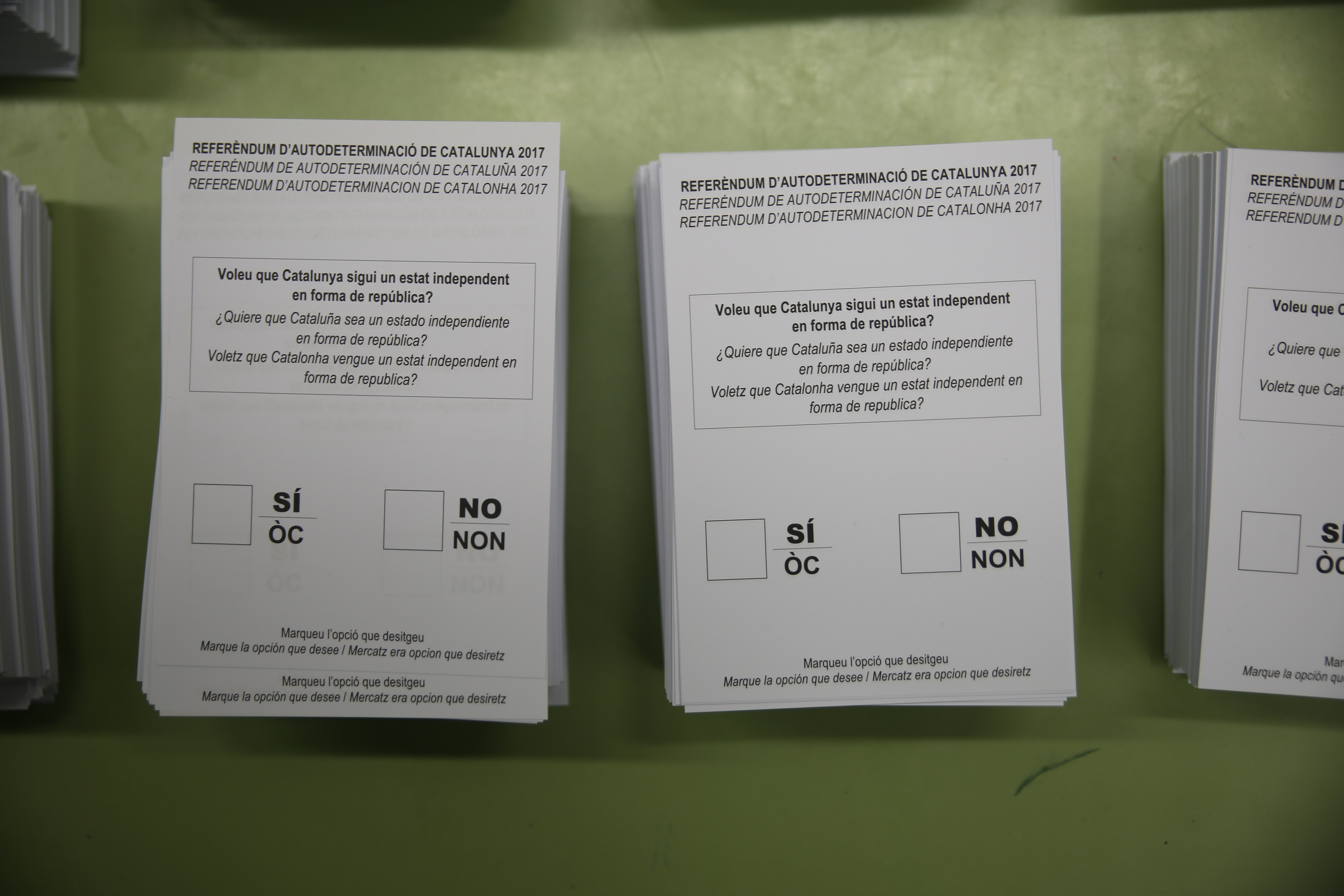
Karty do głosowania
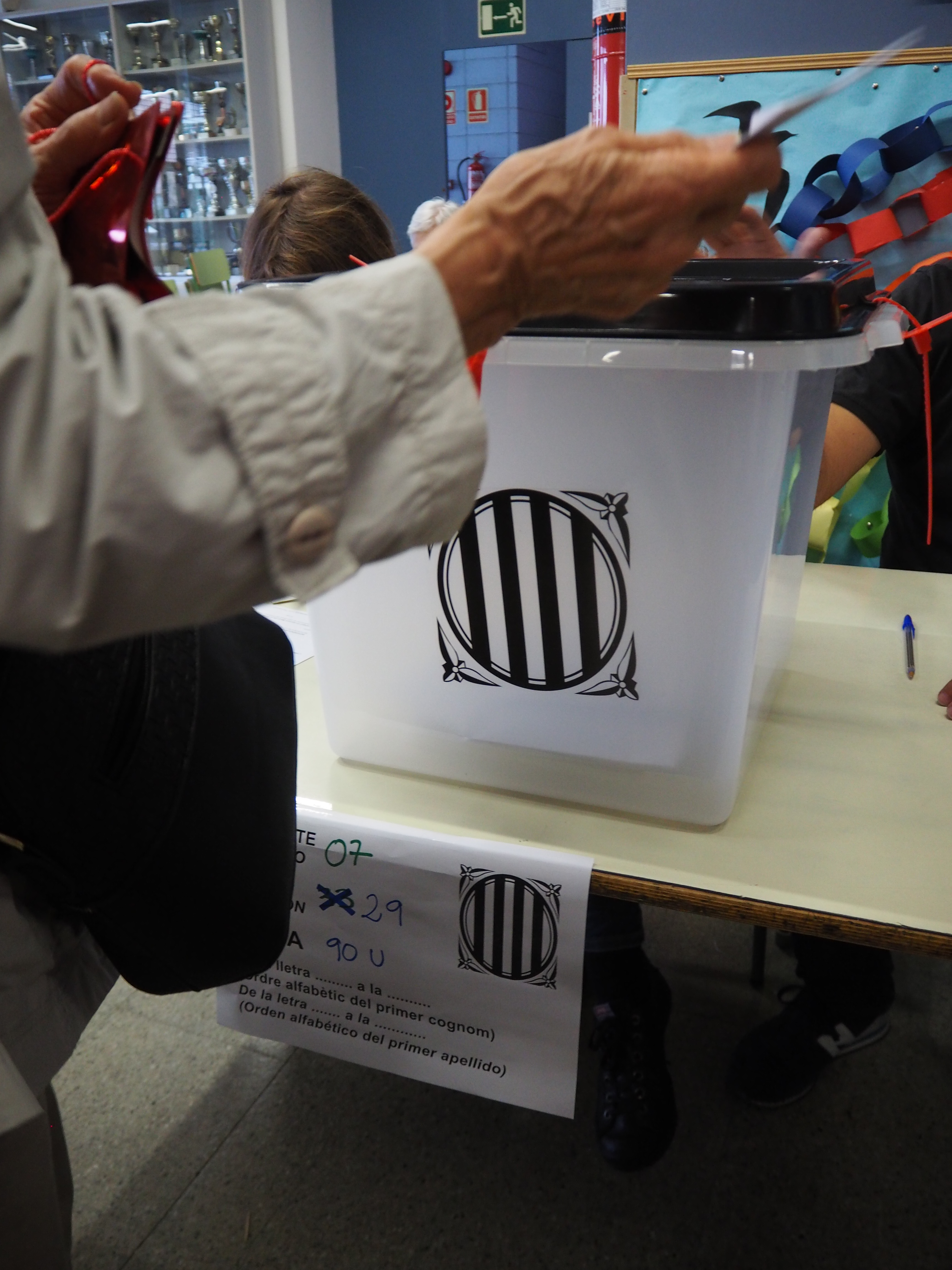
Osoba głosująca w Guinardó w Barcelonie
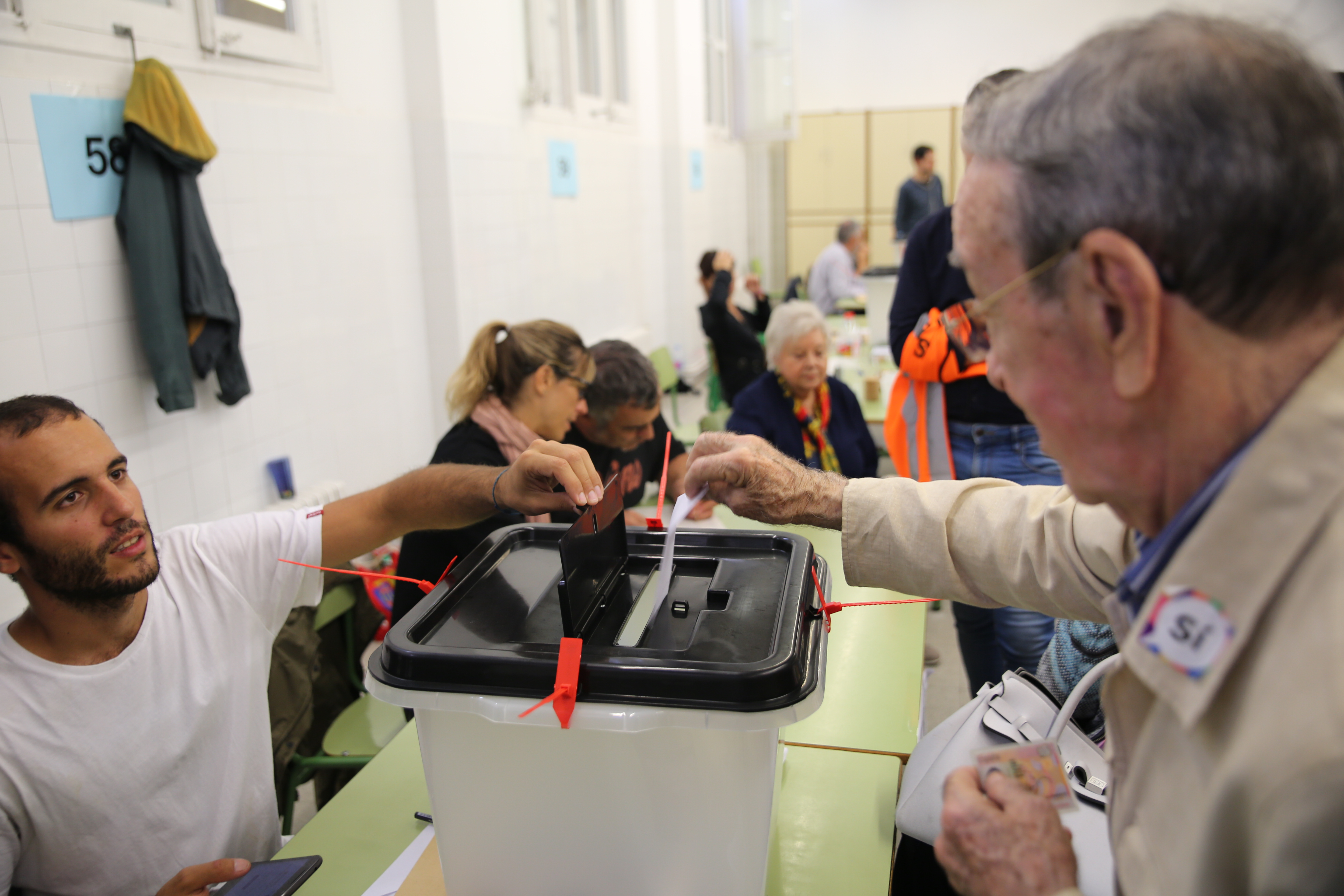
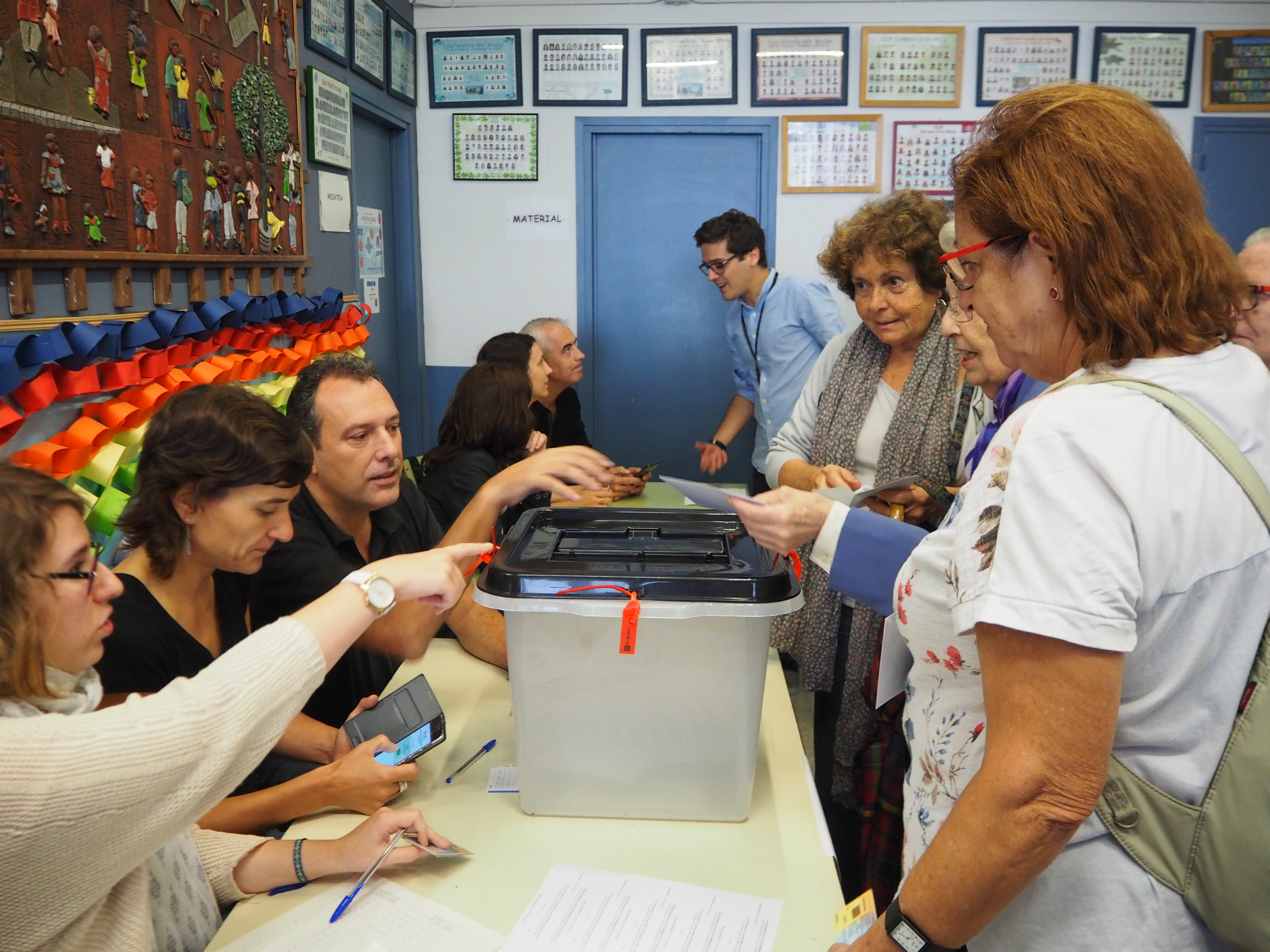
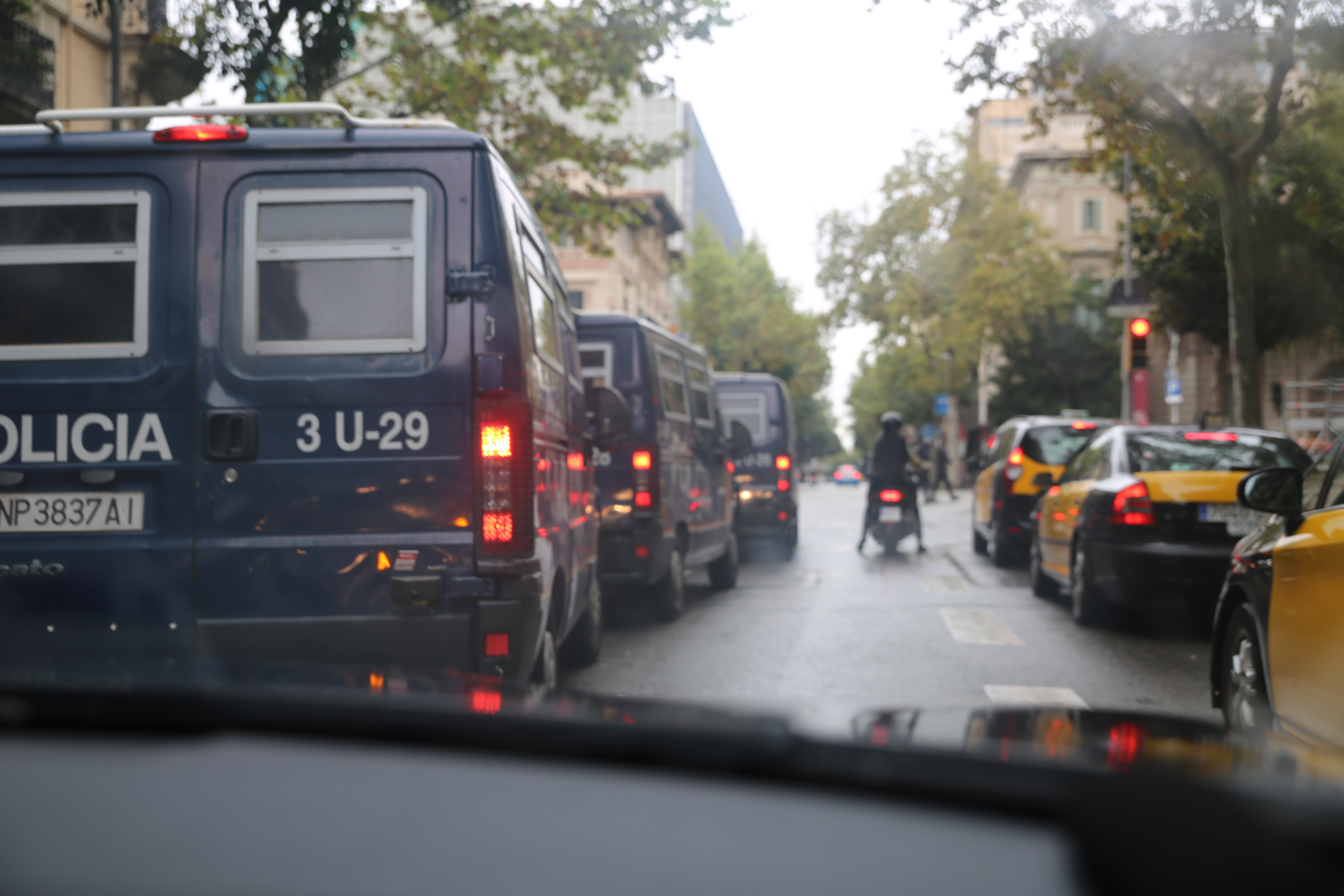
Wozy policyjne

## Wyniki referendum

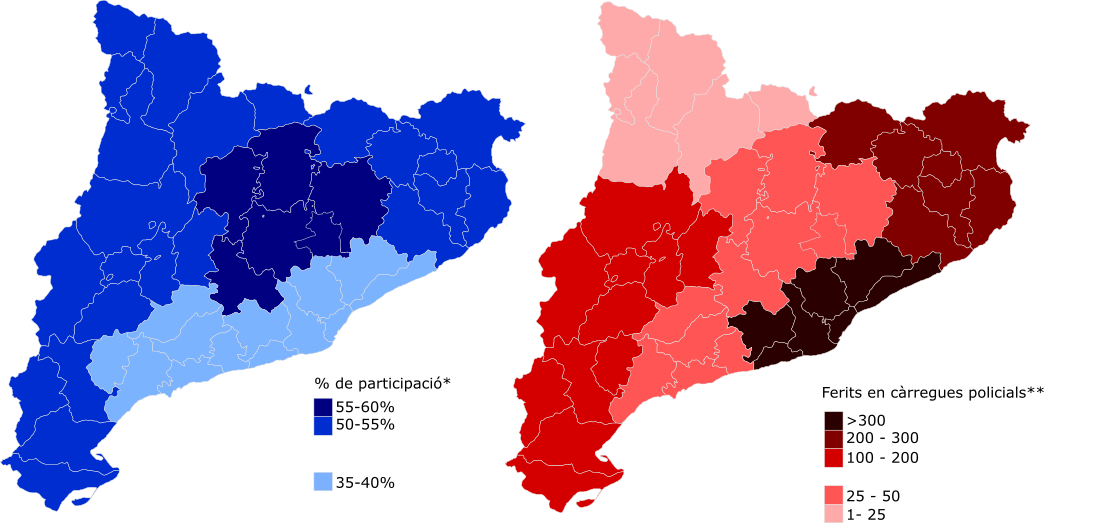
Mapy przedstawiające frekwencję (niebieska) i liczbę poszkodowanych w starciach z policją (czerwona)

Dzień po przeprowadzeniu referendum ogłoszono jego wstępne wyniki (po przeliczeniu 95% głosów). Według nich oddano ponad 2,26 mln głosów przy frekwencji wynoszącej 42,57%. Za niepodległością regionu opowiedziało się przeszło 90% wyborców. Katalońskie władze oszacowały, że 770 tys. wyborców nie mogło oddać głosu z uwagi na zamknięcie przez policję lokali wyborczych. Stanowiło to 14,5% wszystkich dopuszczonych do głosowania. Rzecznik prasowy katalońskiego rządu Jordi Turull stwierdził, że frekwencja byłaby wyższa, gdyby nie „hiszpańska represja policyjna”, najostrzejsza od czasów Francisco Franco.
Oficjalne wyniki ogłoszono 6 października, jednak nie różniły się one znacznie od wstępnych rezultatów. Ostatecznie oddano 2 286 217 głosów, co stanowiło 43,03% ogółu uprawnionych. Głos „za” oddało 90,18% wyborców (92,01% po wyłączeniu głosów pustych).
| Wybór                    | Głosy     | Procent |
| ------------------------ | --------- | ------- |
| Uprawnionych             | 5 313 564 | 100     |
| Głosujących i frekwencja | 2 286 217 | 43,03   |
| • z czego:               |           |         |
| Tak                      | 2 044 038 | 90,18   |
| Nie                      | 177 547   | 7,83    |
| Głosy puste              | 44 913    | 1,98    |
| Głosy nieważne           | 19 719    | 0,86    |
| Głosy ważne              | 2 266 498 | 99,14   |

### Wyniki z podziałem na okręgi
Źródło: Generalitat de Catalunya
| Vegueria           | Tak       | Tak   | Nie     | Nie   | Frekw. [%] |
| Vegueria           | Głosy     | %     | Głosy   | %     | Frekw. [%] |
| ------------------ | --------- | ----- | ------- | ----- | ---------- |
| Alt Pirineu i Aran | 26 674    | 95,18 | 1350    | 4,82  | 53,91      |
| Barcelona          | 1 239 232 | 89,93 | 138 759 | 10,07 | 39,54      |
| Camp de Tarragona  | 142 386   | 94,12 | 8897    | 5,88  | 36,82      |
| Catalunya Central  | 205 285   | 95,96 | 8638    | 4,04  | 58,15      |
| Girona             | 244 758   | 96,02 | 10 140  | 3,98  | 53,25      |
| Lleida             | 118 799   | 94,98 | 6274    | 5,02  | 52,12      |
| Terres de l’Ebre   | 62 652    | 94,80 | 3434    | 5,20  | 53,24      |
| Zagranica          | 4252      | 98,72 | 55      | 1,28  | b.d.       |
| Ogółem             | 2 044 038 | 92,01 | 177 547 | 7,99  | 43,03      |

### Nieprawidłowości wyborcze
Częściowo z uwagi na wyłączenie i ustawiczne blokowanie przez policję programów komputerowych obsługujących spisy ludności oraz zliczanie głosów, podczas referendum doszło do znacznej liczby nieprawidłowości wyborczych. Wśród nich znalazły się przypadki osób, które głosowały więcej niż raz; na oddanie głosu pozwalano nieujętym w spisach ludności cudzoziemcom czy nawet dzieciom. Odnotowano przypadki transportowania niezaplombowanych, a zawierających karty urn wyborczych czy głosowania na ulicy bez kontroli dokumentów. W 71 okręgach gminach liczba głosów „za” była większa (niekiedy o kilkaset procent) od liczby wyborców uprawnionych do głosowania na podstawie spisu wyborczego.
Hiszpański rząd ogłosił, że katalońskie władze zmieniły zasady referendum na 45 minut przed otwarciem lokali wyborczych. Miano wówczas dopuścić zasadę uniwersalnego spisu wyborczego, dopuszczając głosowanie poza miejscem zamieszkania bez wcześniejszego dopisania się do spisu w danym okręgu wyborczym. Na stronie internetowej poświęconej referendum zamieszczono wzór karty do głosowania – dopuszczono posługiwanie się kartami wydrukowanymi samodzielnie. Jednocześnie zniesiono obowiązek używania kopert.

## Reakcje

### Hiszpania

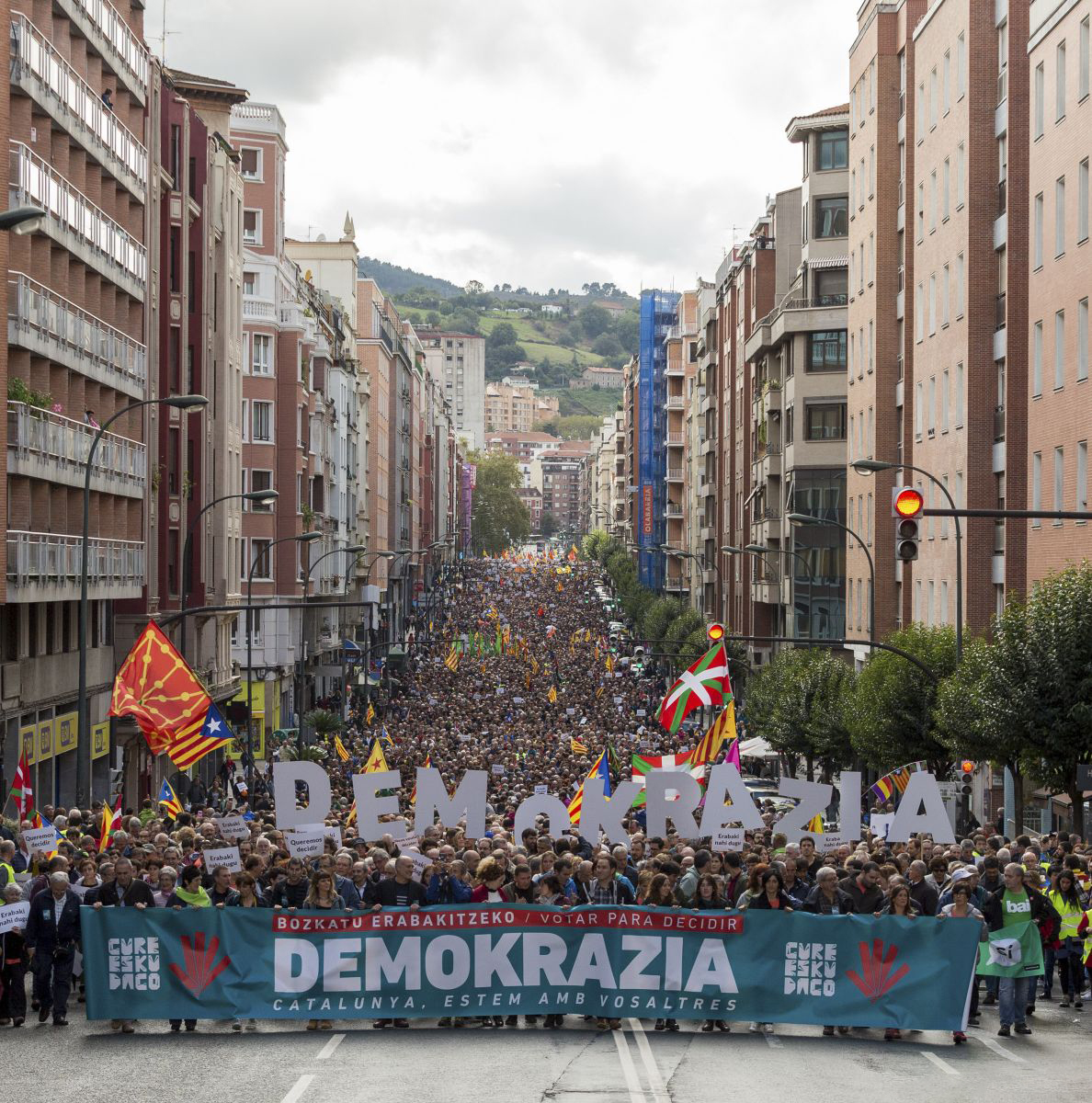
Manifestacja poparcia z 16 września w Bilbao w Kraju Basków

- Aragonia: W Saragossie odbyła się demonstracja poparcia dla rządu centralnego i sprzeciwu wobec referendum, w której udział wzięło od jednego[83] do dwóch tysięcy osób[84]. Jednocześnie decyzją aragońskiego Najwyższego Trybunału Sprawiedliwości wydaną na skutek skargi przedstawicieli Partii Ludowej (PP) zakazano debaty „na rzecz prawa wyboru”, która miała się odbyć w Saragossie 23 września[85].
- Baleary: W różnych miejscowościach archipelagu (Palma, Ibiza, Ciutadella i Maó) w obronie jedności Hiszpanii demonstrowało łącznie około 7 tys. osób[84].
- Galicja: Przeszło 3 tys. osób uczestniczyło 30 września w Santiago de Compostela w marszu poparcia dla katalońskiego referendum. W demonstracji udział wzięli przedstawiciele partii En Marea i Galicyjskiego Bloku Nacjonalistycznego (BNG)[86].
- Kraj Basków: Parlament regionalny wyraził sympatię i poparcie dla referendum oraz silnie skrytykował stanowisko hiszpańskiego rządu w tej sprawie. Potępił wszelkie środki podjęte przeciwko głosowaniu lub „demokracji”[87]. W Bilbao w przeciągu 15 dni zorganizowano dwie wielotysięczne wspierające referendum demonstracje. W drugiej z nich uczestniczyli przedstawiciele głównych sił politycznych Baskonii: koalicji Geroa Bai, ugrupowań Nacjonalistyczna Partia Basków (EAJ-BNV), EH Bildu, Elkarrekin Podemos, nacjonalistycznie nastawionych związków zawodowych ELA i LAB i organizacji młodzieżowych. Obecni byli także lokalni urzędnicy wysokiego szczebla jak choćby burmistrzowie San Sebastián Eneko Goia i Bilbao – Juan María Aburto[88]. Oświadczenie popierające referendum wydało także ETA[89].
- Madryt: Zwolennicy referendum w Katalonii planowali zorganizować w należącym do miasta budynku dawnej rzeźni spotkanie „Madryt na rzecz prawa wyboru”. Także z uwagi na odwróconą koronę królewską umieszczoną na plakacie promującym wydarzenie sprzeciw do alkad Madrytu Manueli Carmeny wystosowali przedstawiciele PP. Konserwatywni politycy argumentowali, że obrady będą „nawoływaniem do zachowań sprzecznych z prawem” oraz „obrazą monarchii”[90]. Wydany przez madrycki sąd zakaz organizacji wieców poparcia dla referendum w budynkach publicznych spowodował, że panel odbył się ostatecznie 17 września w prywatnym teatrze[91][92], po czym przerodził się w uliczną demonstrację na rzecz swobody wypowiedzi[93]. Carmena skrytykowała zarówno rozwiązania siłowe stosowane w Katalonii przez Policía Nacional, jak i władze regionu za przeprowadzenie referendum „niespełniającego podstawowych wymogów”. Zasugerowała też, że przedstawiciel władzy „niezdolny do dialogu” powinien ustąpić, oficjalnie nie wskazując jednak, kogo miała na myśli[94].
- Nawarra: Parlament Nawarry 21 września przyjął dwie uchwały zgłoszone przez ugrupowania Geroa Bai, EH Bildu, Podemos-Ahal Dugu oraz Izquierda-Ezkerra, w których skrytykowano działania hiszpańskiego rządu poprzedzające referendum, które uznano za faktyczną próbę ograniczenia katalońskiej autonomii. Przeciwko przyjęciu uchwał głosowały kluby Unii Ludowej Nawarry (UPN), Partii Ludowej Nawarry (PPN) oraz Socjalistycznej Partii Nawarry (PSN)[95].
- Walencja: Na kilkanaście dni przed datą referendum należący do Walenckiego Bloku Nacjonalistycznego prezydent walenckiego parlamentu Enric Morera publicznie skrytykował „represyjne i autorytarne” działania rządu Rajoya[96]. W parlamencie zgłoszony przez Podem projekt rezolucji wzywającej rząd Hiszpanii do poszanowania praw Katalończyków został odrzucony głosami Partii Ludowej, Partii Socjalistycznej i Cs mimo poparcia koalicji Compromís[97]. W centrum Walencji 1 października zorganizowano dwie demonstracje; w każdej uczestniczyło kilkaset osób. Rano manifestowano na rzecz jedności Hiszpanii, rozciągając olbrzymią flagę państwową. Wieczorem odbył się wiec poparcia dla katalońskiego referendum i prawa głosu[98][99].

### Inne państwa
- Polska: Oświadczenie Ministerstwa Spraw Zagranicznych: W pełni respektujemy zasady suwerenności, integralności terytorialnej i jedności Królestwa Hiszpanii. Rozwiązanie kwestii sporu między rządem Królestwa Hiszpanii a Katalonią, podobnie jak wszelkie spory pomiędzy rządem Królestwa Hiszpanii a wspólnotami autonomicznymi, w tym dążenia separatystyczne, stanowią wewnętrzne sprawy Królestwa Hiszpanii. Wyrażamy nadzieję na szybkie ustabilizowanie sytuacji w Katalonii. Ufamy, że rząd Hiszpanii i władze Katalonii ułożą wzajemne relacje zgodnie z konstytucją Królestwa Hiszpanii i obowiązującym prawem, na drodze dialogu i kompromisu, w duchu porozumienia, bez wymuszania rozwiązań siłowych i ulicznych demonstracji[100][101].
- Chorwacja: Chorwacki Premier Andrej Plenković stwierdził, że Chorwacja uważa to referendum za wewnętrzną kwestię Hiszpanii, podczas gdy chorwackie Ministerstwo Spraw Zagranicznych i Europejskich wezwało rząd hiszpański i kataloński do rozpoczęcia dialogu w sprawie znalezienia pokojowego rozwiązania problemu[102].

### Organizacje międzynarodowe
- ONZ: odmówiło uczestnictwa w monitorowaniu referendum[47].
- ONZ: 23 września niezależny ekspert z ONZ ds. promowania demokratycznego i sprawiedliwego międzynarodowego porządku, Alfred de Zayas wydał oświadczenie[103], w którym opowiada się za prawem do samokontroli katalońskich ludzi, przypominając „Konstytucja hiszpańska sama w swoich artykułach 10 i 96 stanowi nadrzędność prawa międzynarodowego, w szczególności międzynarodowego prawa dotyczącego praw człowieka w prawie wewnętrznym, a samookreślenie nie ogranicza się wyłącznie do kontekstu dekolonizacji”.
- Unia Europejska: 2 października 2017 roku, dzień po referendum, Komisja Europejska wystosowała oświadczenie w którym stwierdziła, że Zgodnie z hiszpańską konstytucją wczorajsze głosowanie w Katalonii było nielegalne[104], a kwestia wewnętrzna dla Hiszpanii powinna być rozwiązywana zgodnie z porządkiem konstytucyjnym Hiszpanii[104]. Podtrzymujemy również stanowisko prawne tej Komisji, jak również jej poprzedników. Jeśli zorganizowanie referendum odbędzie się zgodnie z hiszpańską konstytucją, oznaczałoby to, że opuszczane terytorium znalazłoby się poza Unią Europejską[104].
- Unia Europejska: 7 września 2017 roku Antonio Tajani, przewodniczący Parlamentu Europejskiego, w pismie skierowanym do hiszpańskiej eurodeputowanej Beatriz Becerry (UPyD) stwierdził, że konstytucyjny porządek każdego państwa członkowskiego UE musi być przestrzegany przez cały czas. Stwierdził również, że jeśli terytorium odłączy się od państwa członkowskiego UE, staje się ono państwem trzecim w odniesieniu do UE, a traktaty UE już nie mają do niego zastosowania[105]
- Unia Europejska: Parlament Unii Europejskiej: Gregor Gysi, przewodniczący Partii Europejskiej Lewicy, potępił aresztowania Guardii Civil w trakcie przygotowań do referendum i wezwał do politycznego rozwiązania problemu[106].

## Reperkusje polityczne

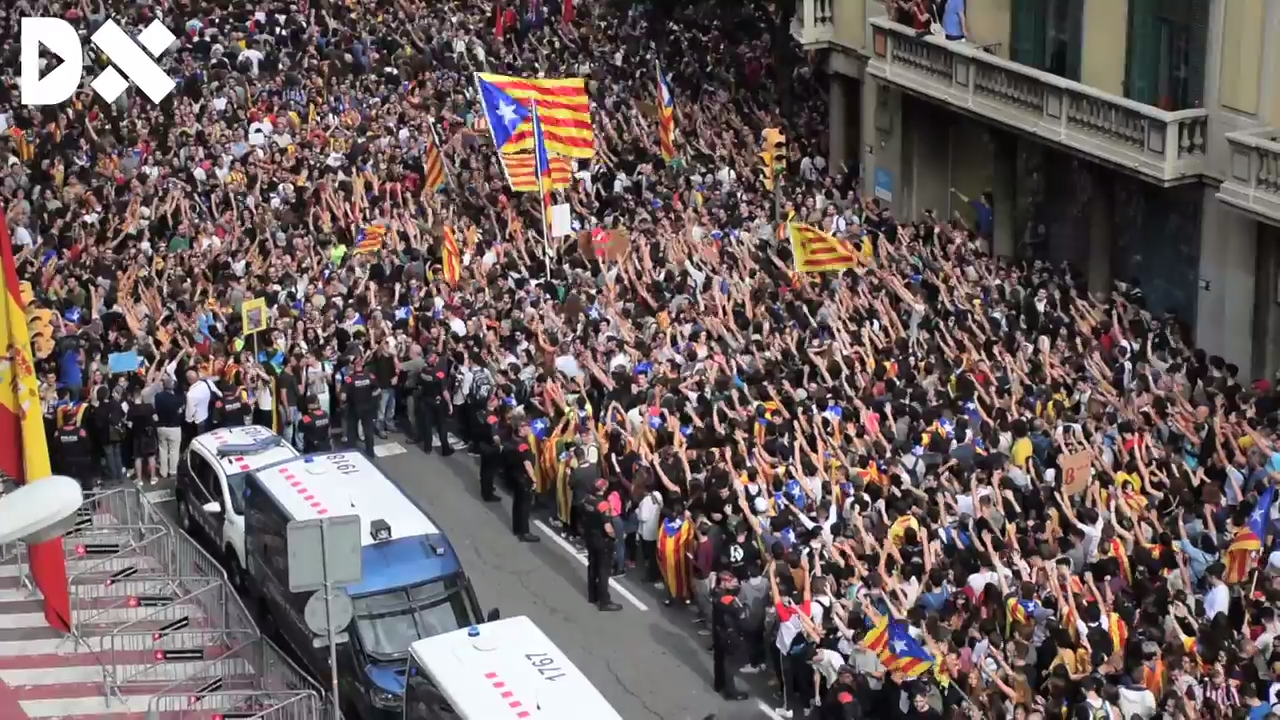
Kataloński strajk generalny przeciwko brutalności policji (3.10.2017)

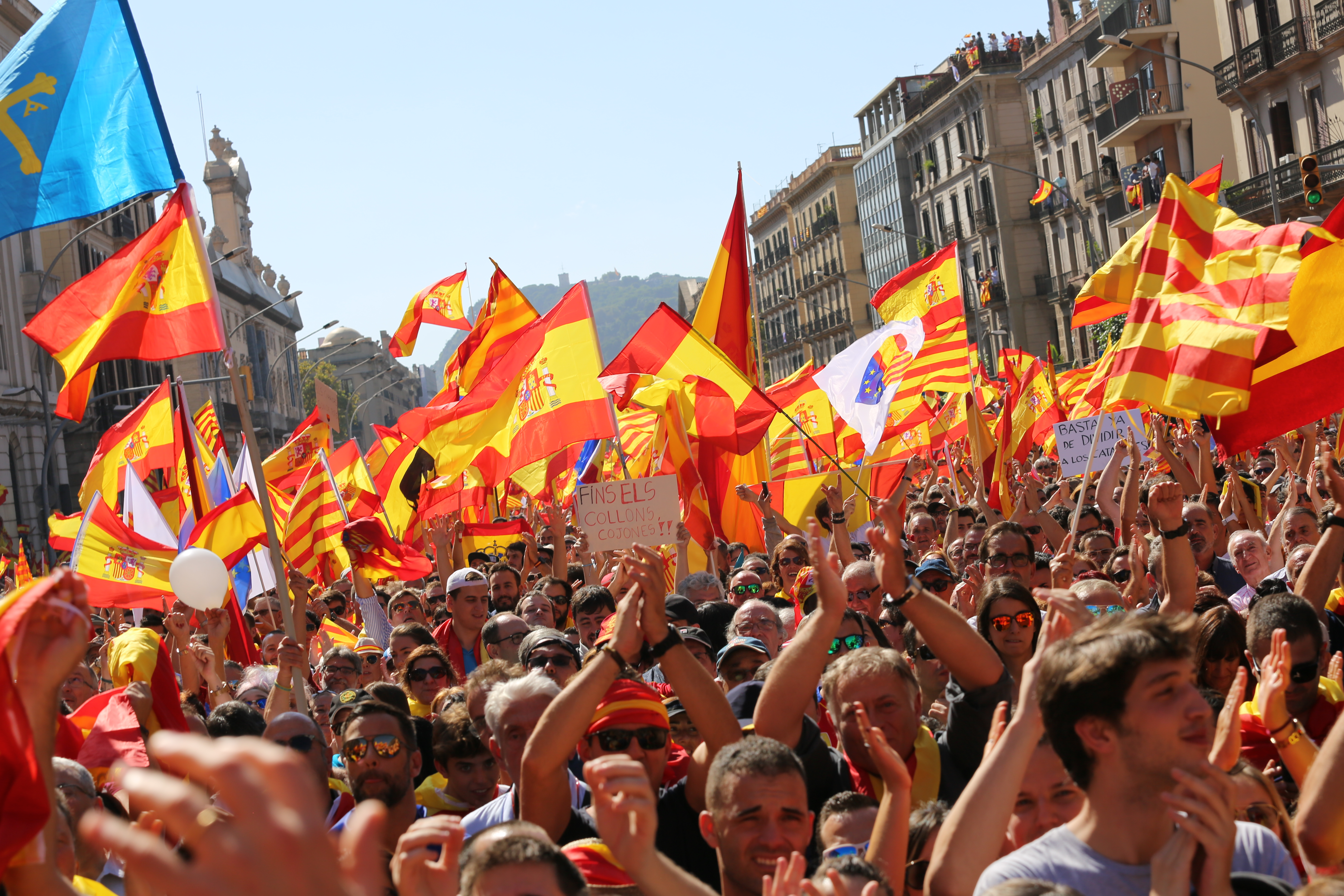
Prohiszpańska manifestacja „Dość!” (8.10.2017)

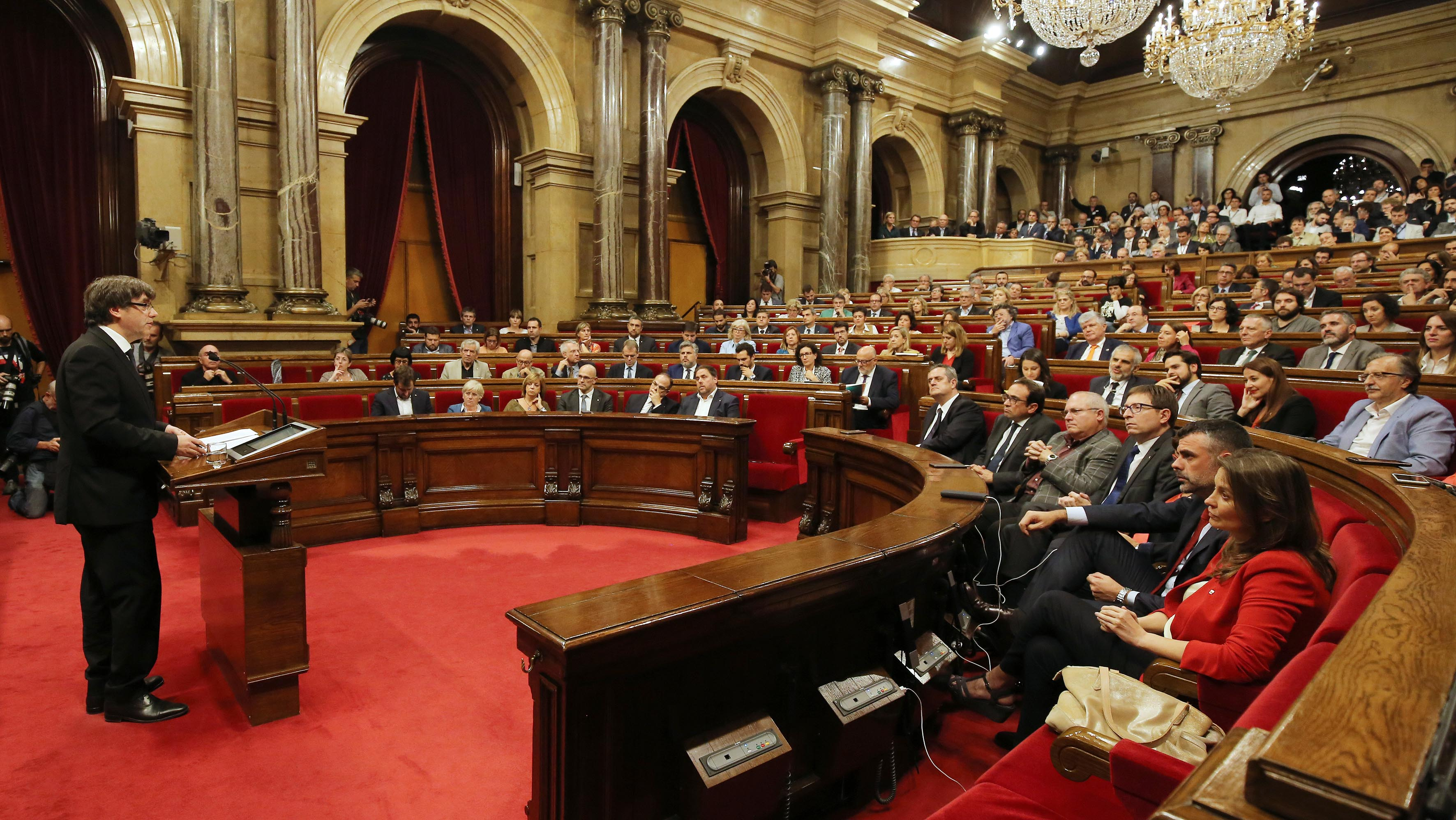
Puigdemont podczas wystąpienia przed Parlamentem (10.10.2017)

Dwa dni po głosowaniu szef katalońskiego rządu Carles Puigdemont w wywiadzie dla BBC stwierdził, że rząd kataloński „podejmie działania pod koniec tygodnia lub na początku następnego”, aby ogłosić jednostronnie niepodległość Katalonii. Dodał również, że nie ma obecnie żadnych kontaktów między Madrytem a jego administracją. Tego samego dnia król Hiszpanii Filip VI nazwał katalońskie referendum „nielegalnym”. W orędziu telewizyjnym powiedział, że zdecydował się zwrócić się bezpośrednio do Hiszpanów, ponieważ kraj przeżywa „bardzo poważne chwile w życiu demokratycznym”. Zarzucił władzom katalońskim „nielojalność i nieodpowiedzialność”.
Dwa dni później, 5 października hiszpański Trybunał Konstytucyjny nakazał tymczasowe zawieszenie zaplanowanej na 9 października sesji parlamentu Katalonii. W konsekwencji prezydent parlamentu Katalonii Carme Forcadell zwołała sesję plenarną na kolejny dzień, 10 października. W wywiadzie dla gazety El País, który ukazał się 7 października premier Hiszpanii Mariano Rajoy wykluczył rozwiązanie kryzysu w Katalonii drogą mediacji. Powiedział także, iż siły porządkowe liczące 4000 policjantów, skierowane do tego regionu na czas referendum, pozostaną w Katalonii aż do zakończenia kryzysu. Dzień później w Barcelonie odbyła się prohiszpańska demonstracja pod nazwą „Dość! Przywróćmy zdrowy rozsądek”. Uczestniczyło w niej co najmniej 350 tys. osób oraz przedstawiciele PP i Cs.
Podczas blisko godzinnego wystąpienia przed katalońskim parlamentem Puigdemont 10 października zaprezentował izbie wyniki referendum, argumentując, że dzięki nim „Katalonia uzyskała prawo do bycia niepodległym państwem”. W imieniu rządu zaproponował jednak, by zawiesić skutki deklaracji niepodległości na kilka tygodni i rozpocząć negocjacje z rządem w Madrycie. Sam określił tę propozycję jako gest „odpowiedzialności i wspaniałomyślności”. Po wystąpieniu Puigdemont i parlamentarzyści partii opowiadających się za secesją podpisali deklarację niepodległości konstytuującą Katalonię jako niezależną republikę, jednak dokument nie wskazywał daty, z którą zadeklarowane skutki miałyby się ziścić. W odpowiedzi premier Hiszpanii zażądał od władz regionu jasnego oświadczenia, czy wtorkowe wydarzenia należy poczytywać za ogłoszenie secesji, czy też nie? Termin wyznaczono na 16 października. W razie odpowiedzi twierdzącej przewidziano trzydniowy termin na odwołanie deklaracji. W przeciwnym wypadku Rajoy zasugerował użycie art. 155 hiszpańskiej konstytucji, który pozwala na zawieszenie autonomii regionu w razie naruszania przez lokalne władze zasad konstytucyjnych. 12 października w ramach obchodów hiszpańskiego święta narodowego w Barcelonie 65 tys. osób udział wzięło w demonstracji na rzecz jedności kraju.
W poniedziałek 16 października Puigdemont wystosował do premiera Rajoya list. Wobec nacisków z obu stron, tak hiszpańskich władz centralnych, jak i skrajnie niepodległościowych grup parlamentarnych jego treść zawierała ogólnikowe wezwanie do zaprzestania hiszpańskich „represji”  i propozycję dwumiesięcznych negocjacji w sprawie statusu Katalonii. Treść listu zyskała aprobatę koalicyjnej ERC, jednak została silnie skrytykowana przez skrajnie lewicową CUP. Ugrupowanie to argumentowało, że jasna deklaracja niepodległości jest jedynym sposobem na zmuszenie hiszpańskiego rządu do dialogu. W odpowiedzi na list przedstawiciele hiszpańskiego rządu wyrazili ubolewanie, że prezydent Generalitat nie potrafił jednoznacznie ustosunkować się do podstawowego pytania. Wskazano także, że ostateczny termin na „powrót na drogę legalności” upływa w czwartek 19 października. Tego samego dnia aresztowani zostali Jordi Cuixart i Jordi Sànchez, przywódcy niepodległościowych organizacji społecznych – odpowiednio Òmnium Cultural i Assemblea Nacional Catalana. Zarzucono im, że 20 września podburzali ludzi do tego, by ci uniemożliwili Gwardii Cywilnej rekwirowanie materiałów do głosowania podczas nadchodzącego referendum. Na skutek działań ANC i Òmnium na ulice wyszło wówczas ok. 40 tys. osób. W tej samej sprawie zastosowano dozór policyjny w stosunku do zwierzchnika Mossos d’Esquadra Josepa Lluisa Trapero. Wydarzenia te wywołały wzburzenie wśród przedstawicieli lokalnych władz, a także mieszkańców Katalonii, którzy we wtorek wieczorem w liczbie 200 tys. demonstrowali na ulicach Barcelony. Zarówno Puigdemont, jak i niektóre tytuły prasowe określiły działaczy jako nowych hiszpańskich więźniów politycznych. Decyzji sądu bronił natomiast lider katalońskiego odłamu PP Xavier García Albiol.
Wobec biernej postawy Carlesa Puigdemonta, 21 października hiszpański premier ogłosił, że zgodnie z postanowieniami art. 155 konstytucji ma zamiar przedsięwziąć środki zmierzające do przywrócenia w Katalonii rządów prawa i – w ciągu sześciu miesięcy – przedterminowych wyborów w regionie, w związku z czym zwrócił się o ich zatwierdzenie przez Senat. Wśród wskazanych kroków przewidziano usunięcie z urzędu prezydenta Generalitat i wszystkich członków rządu, przekazanie ich kompetencji rządowi centralnemu, tymczasowe ograniczenie władzy lokalnego parlamentu, a także przejęcie przez rząd kontroli nad autonomiczną policją, finansami Generalitat czy katalońskimi mediami publicznymi. Ostatni z wymienionych kroków miał „zagwarantować dokładne, obiektywne i zrównoważone informacje”. Jednocześnie Rajoy zadeklarował, że nie zawiesza ani katalońskiej autonomii jako takiej, ani lokalnego samorządu. Plany rządu centralnego spotkały się z ostrą krytyką przedstawicieli JxSí, Demokratycznej Europejskiej Partii Katalońskiej (PDeCAT) i Catalunya en Comú (CeC), którzy nazwali je „całkowicie nieuzasadnionymi”, „atakiem na prawa i wolności”, „autorytarną ofensywą” czy nawet „prawdziwym zamachem stanu”. Członek zarządu partii Podemos określił działania Rajoya jako „zawieszenie demokracji w całym kraju”, zaś szef struktur Zjednoczonej Lewicy określił je jako „niebezpieczne” i „nieodpowiedzialne”. Podobne stanowisko zajęli także przedstawiciele walenckiej koalicji Compromís, czy baskijskich EAJ-PNV i EH Bildu. Przedstawiciel Cs uznał, że kroki przedsiębrane przez hiszpańskie władze pozwolą na „przywrócenie demokracji”. W popołudniowych demonstracjach na rzecz uwolnienia aresztowanych działaczy i obrony niezależności w Barcelonie udział wzięło 450 tys. osób, wśród nich przedstawiciele JxSí, (PDeCAT, ERC), CSQP, CUP, CeC i Podem.

### Deklaracja niepodległości i zawieszenie autonomii
Kolejne dni prowadziły do dalszego wzrostu napięcia pomiędzy dwoma obozami i wzajemnych oskarżeń o brak woli porozumienia. W czwartek 26 października, w czasie, gdy w hiszpańskim senacie trwała debata nad zastosowaniem „środków naprawczych” na podstawie art. 155 konstytucji, Carles Puigdemont zaprezentował krótkie wystąpienie. Wbrew przewidywaniom części mediów nie zdecydował się ani na rozpisanie nowych wyborów parlamentarnych (co miało powstrzymać działania władz centralnych), ani na ogłoszenie niepodległości od Hiszpanii. Poinformował natomiast, że nie otrzymawszy od premiera Rajoya gwarancji poszanowania autonomicznych praw Katalonii, nie mógł pozwolić na zarządzenie wyborów. Jednocześnie przekazał mandat do dalszych działań lokalnemu parlamentowi.

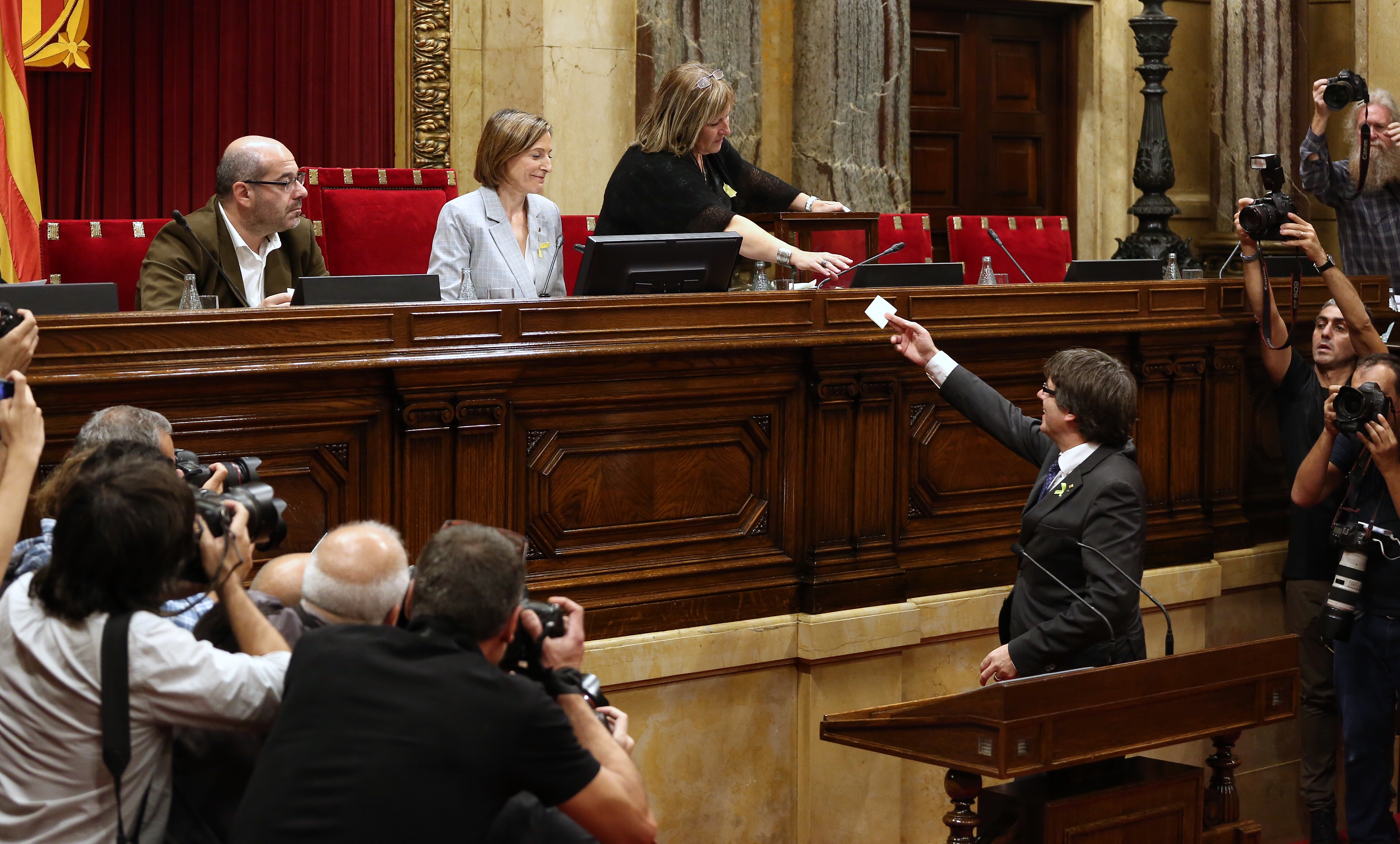
Puigdemont głosujący w sprawie deklaracji niepodległości (27.10.2017)

Dzień później po ożywionej dyskusji parlamentarnej, w której przedstawiciel Cs oskarżył rządzących regionem o „sprowadzanie Katalonii na skały”, autonomiczny parlament na wniosek JxSí i CUP wprowadził do porządku obrad projekt uchwały w sprawie jednostronnej deklaracji niepodległości. Wobec zapowiedzi hiszpańskiego rządu dotyczącej kar za „działalność wywrotową” sięgających 30 lat pozbawienia wolności, zarządzono głosowanie tajne. Zaproponowana uchwała uzyskała 70 głosów poparcia przy 10 głosach przeciwnych i dwóch wstrzymujących się. Proklamowano wówczas „Republikę Katalońską jako niepodległe, samorządne, demokratyczne i socjalne państwo prawa”. Posłowie opozycji (PP, PSC i Cs) nie wzięli udziału w głosowaniu. Zaledwie 45 minut później zakończyła się sześciogodzinna debata w hiszpańskim Senacie, w wyniku której izba wyraziła zgodę na podjęcie przez rząd środków nadzwyczajnych mających na celu odzyskanie kontroli nad wydarzeniami w Katalonii. Za wprowadzeniem w życie art. 155 konstytucji głosowało 214 senatorów z PP, Foro Asturias, UPN, PSOE, Cs i Koalicji Kanaryjskiej. Przeciw były ugrupowania Podemos, ERC, EAJ-PNV i PDeCAT (łącznie 47 głosów), jeden senator wstrzymał się od głosu. W rezultacie rząd Rajoya przyjął pięć dekretów: o odwołaniu prezydenta Generalitat; o odwołaniu pozostałych członków rządu; o przekazaniu ich kompetencji właściwym hiszpańskim ministrom; o likwidacji wszystkich agencji, zagranicznych przedstawicielstw Generalitat i odwołaniu 141 urzędników powołanych przez ministrów katalońskiego rządu oraz o rozwiązaniu autonomicznego parlamentu i rozpisaniu nowych wyborów na dzień 21 grudnia. Chociaż zdymisjonowany rząd Katalonii zakończył działalność i opuścił siedzibę rządu w Barcelonie, premier Puigdemont wezwał 28 października zwolenników niepodległości do demokratycznego oporu wobec władz hiszpańskich. W tym samym dniu zdymisjonowany został również komendant autonomicznej policji katalońskiej Josep Lluis Trapero, który odchodząc, wezwał wszystkich podwładnych do posłuszeństwa rozkazom swojego następcy.
Dwa dni później prokurator generalny wniósł do Krajowego Sądu Wyższej Instancji (Audiencia Nacional) oraz hiszpańskiego Sądu Najwyższego (Tribunal Supremo) dwa akty oskarżenia, w których zarzucił działalność wywrotową, powstanie oraz sprzeniewierzenie środków publicznych odpowiednio byłym członkom katalońskiego rządu i byłym członkom prezydium lokalnego parlamentu. Po ogłoszeniu zarzutów Puigdemont wraz z sześcioma byłymi radcami Generalitat opuścił Hiszpanię i udał się do Brukseli, gdzie odciął się od pogłosek na temat ubiegania się o azyl polityczny i wezwał do zagwarantowania uczciwości grudniowych wyborów w Katalonii. Pozostali członkowie rządu z Oriolem Junquerasem na czele po przesłuchaniu w dniu 2 listopada zostali aresztowani bez określenia wysokości kaucji – jedynie Santi Vila, który podał się do dymisji wobec różnicy zdań ws. deklaracji niepodległości, opuścił areszt po wpłaceniu 50 tys. euro kaucji. Carles Puigdemont i czterej pozostający w Brukseli eksradcy Generalitat zaproponowali przesłuchanie w Belgii, jednak Sąd Krajowy wystosował wobec nich europejski nakaz aresztowania.

## Skutki ekonomiczne
Katalonia w przededniu referendum była jedną z najsilniejszych pod względem gospodarczym części kraju (jej udział w hiszpańskiej gospodarce wynosił 25–30%), a przeszło 7 tys. zagranicznych przedsiębiorstw ulokowało swoją hiszpańską siedzibę właśnie na terenie tego regionu. Stanowiło to zaledwie 1% wszystkich katalońskich przedsiębiorstw, jednak podmioty zagraniczne odpowiadały za 18% zatrudnienia i 29% obrotu.
W związku z niepewną sytuacją polityczną – perspektywą opuszczenia obszaru celnego Unii Europejskiej, strefy euro i właściwości Europejskiego Banku Centralnego – część zlokalizowanych na terenie Katalonii przedsiębiorstw zaczęła po referendum rozważać przeniesienie swojej siedziby poza granice regionu. Wspomniane kroki znacznie uprościł opublikowany w sobotę 7 października dekret królewski. W ciągu pierwszych 20 dni na taki ruch zdecydowało się około 1200 podmiotów, wśród nich choćby katalońskie banki CaixaBank i Sabadell, towarzystwo ubezpieczeniowe Axa, browar San Miguel czy przedsiębiorstwo energetyczne Gas Natural Fenosa. Niespełna tydzień później liczba ta wzrosła do 1500 przedsiębiorstw, które łącznie odpowiadały za 30% zatrudnienia w regionie. Choć nie było to jednoznaczne z przeniesieniem zakładów poza granice Katalonii, zdaniem Juana Rosella, prezesa Hiszpańskiej Konfederacji Organizacji Pracodawców (CEOE), niemal pewne było wystąpienie takich skutków w przyszłości.
W następstwie wydarzeń w Katalonii hiszpański rząd o 0,3 p.p. skorygował także prognozę dotyczącą wzrostu gospodarczego dla całego kraju na rok 2018, obniżając ją z 2,6 do 2,3%. Wyliczony przez CEOE pod koniec października wskaźnik spowolnienia gospodarczego (0,2–0,3 p.p.) z wszelkim prawdopodobieństwem w przyszłości miał jeszcze ulec pogorszeniu. W pierwszych dniach listopada swoją prognozę na lata 2018–2019 ogłosił także hiszpański bank centralny. W wariancie optymistycznym strata spowodowana kryzysem w Katalonii miała wynieść 0,3 p.p. (3,3 mld euro), zaś w przypadku długotrwałych skutków nawet 2,5 p.p. (27 mld euro).